# Konrad Jałocha
Konrad Jałocha (Varsovia, Polonia, 9 de mayo de 1991) es un futbolista polaco que juega de portero en el Stal Mielec de la I Liga de Polonia.

## Carrera
Konrad Jałocha comenzó en las categorías inferiores del Legia de Varsovia.  En 2013 se marchó en condición de cedido al Chojniczanka Chojnice. Volvió a ser cedido en 2015 al Arka Gdynia por dos temporadas, disputando un total de 35 encuentros y ayudando al club a ganar la Copa de Polonia frente al Lech Poznań. El 19 de enero de 2018 se hace oficial su cesión al GKS Tychy de la I Liga, la segunda división en el sistema de competiciones de Polonia, equipo con el que posteriormente firmó un contrato de cuatro años. Con el club silesio registró 154 partidos, antes de unirse al Stal Mielec en 2023.